# Форбс, Джордж Уильям
Джордж Уильям Форбс (англ. George William Forbes; 12 марта 1869 — 17 мая 1947) — 22-й премьер-министр Новой Зеландии (1930—1935). Немногие ожидали, что он станет премьером, некоторые считали, что Форбс не подходит для этой роли, однако он возглавлял правительство в течение пяти лет. Его часто называли «Честный Джордж», он имел репутацию редкого мастера дебатов и обладал впечатляющей памятью, а его вежливый и дружеский подход заслужил ему симпатии со стороны парламентариев из разных партий. В течение всей своей политической карьеры Форбс пользовался большим уважением со стороны своих избирателей из округа Хурунуи: даже будучи премьер-министром, он засучивал рукава и помогал грузить овец со своей фермы в железнодорожные вагоны, чтобы отвезти их на рынок. Форбс возглавлял коалиционное правительство, на основе которого в конечном итоге была сформирована современная Национальная партия.

## Ранние годы
Форбс родился в Литтелтоне, недалеко от Крайстчерча. Он получил образование в Высшей школе для мальчиков в Крайстчерче, однако отказался поступать в университет. Он был известен своими спортивными достижениями в лёгкой атлетике, гребле и регби. Был капитаном команды регби Крайстчерча. После школы недолго работал в отцовской лавке, а затем стал успешным фермером около Чевиота, к северу от Крайстчерча. Вскоре он принял активное участие в местной политике, в частности, войдя в окружной совет Чевиота и ассоциацию поселенцев Чевиота.

## Член парламента
На выборах 1902 года Форбс сделал первую попытку войти в круг национальных политиков, выставив свою кандидатуру от округа Хурунуи. Не сумев заручиться поддержкой Либеральной партии, он выступил как независимый кандидат, однако проиграл выборы. Тем не менее в 1908 году Форбс стал официальным кандидатом либералов от округа Хурунуи и был избран в парламент. Он представлял этот округ в парламенте 35 лет.
Несколько лет Форбс оставался рядовым парламентарием, но после прихода к власти в марте 1912 года лидера либералов Томаса МакКензи стал партийным организатором либералов в парламенте (до 1922 года). Он сохранил эту позицию после того, как партия перешла в оппозицию 10 июля 1912 года. Тем не менее он достиг более высоких постов в партии, чем от него ожидали, хотя некоторые и считали его потенциальным лидером.
К началу 1920-х годов Либеральная партия стояла перед выбором. На политической сцене доминировала Реформистская партия Уильяма Мэсси, надёжно опиравшаяся на голоса консервативных избирателей, в то время как растущая Лейбористская партия отнимала всё больше голосов у либералов. Многие члены либеральной партии считали союз с реформистами неизбежным, видя в таком взаимодействии преграду для «радикализма» лейбористов. После смерти Мэсси в 1925 году, лидер либералов Томас Мэйсон Уилфорд решил обратиться к преемнику Мэсси с предложением объединения, предложив для новой партии название «Национальная партия». Либеральная партия выбрала Форбса своим представителем на объединительную конференцию. Новый лидер реформистов Гордон Коутс отверг предложение, хотя Уилфорд объявил, что либералы всё равно примут название «Национальная партия».

## Лидер партии
Вскоре после отклонения предложения об объединения Уилфорд ушёл в отставку, и Форбс неожиданно стал лидером партии. На выборах, прошедших позднее в этом же году, партия потерпела сокрушительное поражение, получив только 11 мест в парламенте, против 55 у реформистов. Поражение усугублялось и потерей поста лидера оппозиции, лейбористы получили 12 мест, что позволило их лидеру Гарри Холланду претендовать на пост главы оппозиции, хотя еще 2 места и пост лидера оппозиции оставались свободными до победы лейбористов на дополнительных выборах в округе Эден в 1926 году.
Однако полоса неудач для партии не продлилась долго. В 1927 году деятель лейбористов Билл Вейтч заключил союз с Альбертом Дэви, бывшим организатором реформистской партии, который разочаровался в патернализме реформистов и их вмешательстве во все сферы жизни. Бывшая Либеральная партия (принявшая название Национальной) объединилась с «Объединённой новозеландской политической организацией» Дэви и приняла название «Объединённая партия». Форбс и Вейтч выставили свои кандидатуры на пост главы Объединённой партии, но в результате партию возглавил бывший премьер от Либеральной партии Джозеф Уорд. Форбс стал одним из двух его заместителей и стал отвечать за Южный остров.
Под флагом Объединённой партии при поддержке диссидентов из Реформистской партии остатки старой Либеральной партии снова обрели силу. После выборов 1928 года Объединённая партия сформировала правительство при поддержке лейбористов. Форбс стал министром земель и сельского хозяйства. Однако постепенно здоровье Уорда ухудшилось до состояния, когда он уже не мог выполнять свои обязанности, и Форбс сосредоточил все полномочия за исключением официального поста. В 1930 Уорд окончательно покинул свой пост и Форбс стал премьер-министром. Он также занял пост министра финансов.

## Премьер-министр
Деятельность Форбса на посту премьер-министра описывалась как «апатичная и фаталистическая» реакция на события, кроме того он не проявил дальновидности и целеустремлённости. Оппоненты также критиковали его за то, что он слишком прислушивается к советам своих друзей. Годы депрессии оказались сложным временем для множества правительств по всему миру, и его сторонники утверждают, что он сделал все возможное в условиях кризиса.
Правительство Форбса подало первые признаки нестабильности, когда ем отказало в поддержке Лейбористская партия. Лейбористы выразили недовольство многими экономическими мерами правительства — Форбс предложил им сократить дефицит бюджета и стимулировать экономику, но лейбористы заявили, что эти меры наносят ненужный ущерб интересам бедных граждан. Форбс скрепя сердце принял поддержку Реформистской партии, которая теперь опасалась растущей популярности лейбористов.
В конце 1931 года Форбс предложил создать «большую коалицию» Объединённой, Реформистской и Лейбористской партий для решения экономических проблем страны. На объединительной конференции он сказал, что не сможет провести мер, которые он считает необходимыми, без широкой поддержки. Лейбористы отказались присоединиться к коалиции, но лидер реформистов Гордон Коутс (подталкиваемый отвечающим за финансовую политику реформистов Уильям Дауни Стюарт) в конечном итоге согласился.
На выборах 1931 года коалиция Объединённой и Реформистской партии показала хороший результат, получив 51 место. Форбс сохранил пост главы правительства, но уступил пост министра финансов Уильяму Дауни Стюарту, однако некоторые стали полагать, что дает слишком много полномочий Коутсу и что Форбс готов выполнять требования Коутса. Это мнение усилилось, когда Коутс и Стюарт разошлись по вопросам финансовой политики, и хотя было известно, что Форбс поддерживает предложения Стюарта, он публично поддержал Коутса, и Стюарт подал в отставку.
Коутс заменил Стюарта на посту министра финансов и получил еще больше влияния в коалиции, Стюарт заметил по этому поводу, что: «Премьер-министр слишком пассивен, а министр финансов слишком активен». Вместе с тем, и Форбса, и Коутса все сильнее обвиняли в продолжающихся экономических проблемах страны, и им не удалось избежать публичного осуждения. На выборах 1935 года Лейбористская партия разгромила правительственную коалицию, получив 55 мест против 19 у коалиции.

## После отставки
К 1935 году Форбс всё сильнее уставал от политики, написав, что он согласен с определением Дауни Стюарта о его профессии: «рабство, ошибочно называемое властью». Тем не менее Форбс с неохотой позволил своим коллегам избрать себя лидером оппозиции и в мае 1936 года возглавил Национальную партию (созданную на базе Объединённой и Реформистской) до декабря того же года, когда его сменил Адам Гамильтон. Обе партии считали лидерство Форбса временной мерой, поскольку было очевидно его желание оставить публичную жизнь, а его последняя должность была лишь политическим долгом.
Форбс оставался депутатом парламента до 1943 года. Он отказался от обычного награждения рыцарским званием. В 1947 году он скончался на своей ферме Кристалл-Брук около Чевиота.
Память Форбса была увековечена созданием Мемориальной библиотеки Джорджа Форбса, являющейся частью Университета Линкольна около Крайстчерча.

### Труды Форбса
- Forbes, George W. (1930), Some problems of production and distribution within the British Empire / address by G.W. Forbes, London, [England]: Empire Parliamentary Association